# Caprella verrucosa
Caprella verrucosa är en kräftdjursart som beskrevs av Boeck 1872. Caprella verrucosa ingår i släktet Caprella och familjen Caprellidae. Inga underarter finns listade i Catalogue of Life.